# Regé-Jean Page
Regé-Jean Page (Londres, Inglaterra; 27 de abril de 1988) es un actor británico-zimbabuense. Es conocido por coprotagonizar el drama de época de Netflix Los Bridgerton como Simon Basset, duque de Hastings.

## Biografía
Regé-Jean Page nació en Londres, Reino Unido.
Hijo de una enfermera zimbabuense y un predicador inglés,siendo el tercero de cuatro hermanos.
Pasó su infancia en Harare, Zimbabue, antes de regresar a Londres para la escuela secundaria.
Después de regresar al Reino Unido, Page comenzó a actuar como un pasatiempo.Luego de dos años de audiciones, fue aceptado en el Drama Centre London, donde se graduó en 2013. Comenzó su carrera en el escenario, apareciendo en The History Boys y El mercader de Venecia junto a Jonathan Pryce.También protagonizó la última temporada de la serie dramática Waterloo Road del canal BBC Three en 2015.
En 2016 hizo su debut en Estados Unidos interpretando el papel de Chicken George en la miniserie de gran presupuesto Roots de History Channel, una nueva versión de la miniserie Raíces, de 1977 y con el mismo nombre, basada en la novela de 1976 de Alex Haley, Roots: The Saga of an American Familia. Tanto la serie como la actuación de Page recibieron elogios de la crítica.Ese mismo año fue elegido como protagonista masculino en el capítulo piloto de ABC Spark.Al año siguiente, fue fichado para la serie de drama legal producida por Shonda Rhimes For the People.La serie fue cancelada después de dos temporadas en 2019. 
Page también apareció en la película postapocalíptica de 2018 Mortal Engines y tuvo un papel secundario con Tessa Thompson en la película dramática de 2020 Sylvie's Love.Más tarde fue elegido para un papel protagonista masculino en la serie dramática de época producida por Shonda Rhimes Bridgerton para Netflix.

## Filmografía

### Películas
| Año  | Título                                              | Papel            | Notas                           |
| ---- | --------------------------------------------------- | ---------------- | ------------------------------- |
| 2004 | Alborotador                                         | Jayu             | Cortometraje                    |
| 2011 | Harry Potter y las Reliquias de la Muerte - Parte 1 | Sin acreditar    | Aparece como invitado a la boda |
| 2015 | Sobreviviente                                       | Robert Purvell   |                                 |
| 2016 | Segundo verano de amor                              | Rupert           | Cortometraje                    |
| 2016 | El mercader de Venecia                              | Solanio          |                                 |
| 2018 | Motores mortales                                    | Capitán Khora    |                                 |
| 2020 | El amor de Sylvie                                   | Chico            |                                 |
| 2022 | The Gray Man                                        | Danny Carmichael |                                 |
| 2023 | Dungeons & Dragons: Honor Among Thieves             | Xenk             |                                 |

### Televisión
| Año       | Título                                                  | Papel               | Notas                                                    |
| --------- | ------------------------------------------------------- | ------------------- | -------------------------------------------------------- |
| 2005      | Casualty                                                | Daniel Kimpton      | Episodio: "La mascota del profesor / Choque y quemadura" |
| 2013      | Carne fresca                                            | Decano              | 2 episodios                                              |
| 2015      | Waterloo Road                                           | Guy Braxton         | Papel regular; 8 episodios (Serie 10)                    |
| 2016      | Raíces                                                  | Pollo george        | Miniserie                                                |
| 2016      | Chispa - chispear                                       | Alex Lavelle        | Piloto de TV                                             |
| 2018-2019 | For the People                                          | Leonard Knox        | Papel regular; 20 episodios                              |
| 2020      | Cenicienta: una pantomima de alivio cómico para Navidad | Príncipe Encantador | Especial de Navidad de la BBC                            |
| 2020      | Bridgerton                                              | Simon Basset        | Papel principal (temporada 1)                            |

## Premios y nominaciones
| Año  | Premio                                                                           | Categoría                                                        | Trabajo nominado    | Resultado | Ref.   |
| ---- | -------------------------------------------------------------------------------- | ---------------------------------------------------------------- | ------------------- | --------- | ------ |
| 2017 | National Association for Multi-ethnicity in Communications (NAMIC) Vision Awards | Mejor Actuación - Drama                                          | Roots               | Nominado  | [ 18 ] |
| 2021 | Black Reel Awards                                                                | Mejor actor invitado, serie de comedia                           | Saturday Night Live | Nominado  | [ 19 ] |
| 2021 | Black Reel Awards                                                                | Mejor actor, serie dramática                                     | Bridgerton          | Nominado} | [ 19 ] |
| 2021 | Gold Derby TV Awards                                                             | Artista revelación del año                                       | Bridgerton          | Nominado  |        |
| 2021 | IMDb STARmeter Awards                                                            | Estrella revelación                                              | Bridgerton          | Ganador   |        |
| 2021 | Hollywood Critics Association TV Awards                                          | Mejor actor en una serie de streaming, drama                     | Bridgerton          | Nominado  | [ 20 ] |
| 2021 | MTV Movie & TV Awards                                                            | Actuación innovadora                                             | Bridgerton          | Ganador   | [ 21 ] |
| 2021 | MTV Movie & TV Awards                                                            | Mejor beso                                                       | Bridgerton          | Nominado  | [ 21 ] |
| 2021 | National Association for the Advancement of Colored People (NAACP) Image Awards  | Mejor actor en una serie dramática                               | Bridgerton          | Ganador   | [ 22 ] |
| 2021 | Primetime Emmy Awards                                                            | Mejor actor principal en una serie de drama                      | Bridgerton          | Nominado  | [ 23 ] |
| 2021 | Satellite Awards                                                                 | Mejor actor - Serie de televisión Drama                          | Bridgerton          | Nominado  | [ 24 ] |
| 2021 | Screen Actors Guild Awards                                                       | Actuación destacada de un actor masculino en una serie dramática | Bridgerton          | Nominado  | [ 25 ] |
| 2021 | Screen Actors Guild Awards                                                       | Actuación sobresaliente de un elenco en una serie dramática      | Bridgerton          | Nominado  | [ 25 ] |